# لانگدان پلیس (کنتاکی)
لانگدان پلیس (به انگلیسی: Langdon Place) شهری در ایالت کنتاکی کشور ایالات متحده آمریکا است که جمعیت آن در سرشماری سال ۲۰۱۰ میلادی، ۹۳۶ نفر بوده‌است.